# Pulvinaria chrysanthemi
Pulvinaria chrysanthemi  (лат.) — вид полужесткокрылых насекомых рода Pulvinaria семейства Ложнощитовки (Coccidae). Впервые описан в 1923 году энтомологом У. Холлом.

## Распространение, образ жизни
Эндемик Египта. Типовой экземпляр собран в окрестностях исторического города Гелиополь.
Паразитирует на корнях хризантемы увенчанной (Chrysanthemum coronarium) и свёклы обыкновенной (Beta vulgaris).